# Qinzong
L'Emperador Qinzong o Chin-tsung (23 de maig de 1100 – 14 de juny de 1161) fou el novè emperador de la Dinastia Song de la Xina i l'últim emperador de la Song del Nord. El seu nom de pila era Zhao Huan i va regnar del gener de 1126 el gener de 1127. Fou el fill més gran de l'Emperador Huizong de Song. La seva mare fou reina consort, de la família Wang, coneguda com l'Emperadriu Wang de Huizong (1084–1108).